# Cypr na Zimowych Igrzyskach Olimpijskich Młodzieży 2012
Cypr na Zimowych Igrzyskach Olimpijskich Młodzieży 2012, które odbywały się w Innsbrucku reprezentował 1 zawodnik.

## Skład reprezentacji Cypru

### Narciarstwo alpejskie
Chłopcy
| Zawodnik         | Konkurencja   | Wyniki  | Wyniki       | Wyniki       | Wyniki       |
| Zawodnik         | Konkurencja   | Runda 1 | Runda 2      | Razem        | Miejsce      |
| ---------------- | ------------- | ------- | ------------ | ------------ | ------------ |
| Dinos Lefkaritis | Slalom        | 1:02.83 | 47.62        | 1:50.45      | 34.          |
| Dinos Lefkaritis | Slalom gigant | 1:06.71 | Nie ukończył | Nie ukończył | Nie ukończył |